# Nematus dorsatus
Nematus dorsatus är en stekelart som beskrevs av Cameron 1876. Nematus dorsatus ingår i släktet Nematus, och familjen bladsteklar. Arten är reproducerande i Sverige.